# 風間礼助

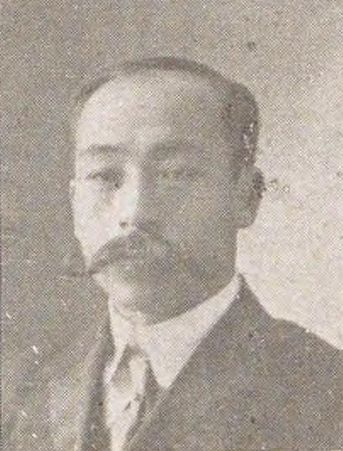
風間礼助

風間 礼助（かざま れいすけ、明治7年（1874年）2月4日 - 昭和34年（1959年）9月10日）は、日本の政治家・ジャーナリスト。衆議院議員、号は冠峯。

## 来歴
長野県更級郡稲荷山村（現千曲市）生まれ。成立学舎、旧制第一高等学校を経て、帝国大学法科大学政治学科を卒業。明治36年（1903年）茅原華山の後任として『長野新聞』主筆となる。その後、横浜港湾改良期成委員会書記長、横浜精糖会社営業部長などを務めた。同45年（1912年）第11回衆議院議員総選挙に初当選し、同年末には憲政擁護、藩閥打破の見地から第一次護憲運動を推進した。大正2年（1913年）第1次山本内閣に際して、尾崎行雄らと政友会を脱党して政友倶楽部を結成し、営業税全廃運動でも先陣に立って活動した。
雷庵生という筆名で雑誌『大日』、『劇と映画』に寄稿。著書に『雷庵贅録』がある。